# Енн Бакстер
Енн Ба́кстер (англ. Anne Baxter, 7 травня 1923 — 12 грудня 1985) — американська акторка та письменниця, володарка премії «Оскар» (1946). Удостоєна зірки на Голлівудській алеї слави, Голлівуд-бульвар 6741.

## Життєпис
Народилася 7 травня 1923 року в Мічиган-Сіті, Індіана в родині Кеннета Стюарта Бакстера і Кетрін Райт, а її дідом по материнській лінії був відомий архітектор Френк Ллойд Райт. Батько Енн був видною посадовою особою в компанії «Seagram Company Ltd.», І її дитинство пройшло в розкоші та достатку в Нью-Йорку.

### Кар'єра
У 10-річному віці Енн вперше потрапила на бродвейську постановку і твердо вирішила стати акторкою. Вже в 13 років стала вивчати акторську майстерність на Бродвеї у прославленої акторки і педагогині Марії Успенської.
Вперше на роль у кіно Енн Бакстер пробувалася в 1940 у фільм «Ребекка», але режисер Альфред Гічкок вважав її замолодою і віддам роль була Джоан Фонтейн. Але вона була завзятою і все ж пробилася в кінематограф, підписала контракт з 20th Century Fox і отримала перші ролі. Через 6 років після свого кінодебюту Бакстер стала володаркою премії «Оскар» за роль у фільмі «Лезо бритви».
В 1950 році Енн Бакстер отримала роль Єви Гаррінгтон в знаменитому фільмі «Все про Єву», де знімалася з такими зірками Голлівуду, як Бетті Девіс, Селеста Голм і юна Мерилін Монро. За цю роль вона була номінована на «Оскар» як «Найкраща акторка року». Пізніше, протягом десятиліття, Бакстер активно займалася своєю кар'єрою в театрі, з'явившись у багатьох бродвейських постановках. В 1956 виконала примітну роль Нефертірі у фільмі Сесіля Де Мілля «Десять заповідей».
У 1953 році Бакстер уклала контракт на два фільми для Warner Brothers. Її першою партією була Монтгомері Кліфт у фільмі Альфреда Гічкока «Я зізнаюся»; другий — фільм Фріца Ланга «Блакитна гарденія», в якому вона втілила жінку, звинувачену у вбивстві. У червні 1954 року Бакстер отримав роль єгипетської принцеси та королеви Нефертарі у фільмі Сесіла Б. Де Мілля «Десять заповідей», який отримав нагороду. Її сцени були зняті на звуковій сцені Paramount у 1955 році, і вона відвідала прем'єри фільму в Нью-Йорку та Лос-Анджелесі в листопаді 1956 року. Незважаючи на критику її інтерпретації Нефертарі, ДеМілль і The Hollywood Reporter вважали її гру «дуже хорошою» і The New York Daily News описали її як «надзвичайно ефективну». За свою роботу в «Десяти заповідях» Бакстер отримала нагороду Laurel Award за найкращу жіночу драматичну роль.
У 1960-ті роки Енн Бакстер деякий час працювала і на телебаченні, знявшись в таких телесеріалах, як «Доктор Кілдер», «Час Альфреда Гічкока» і «Бетмен», де втілила злісну Ольгу, королеву козаків.
У 1970-ті роки Бакстер знову з'явилася на Бродвеї в мюзиклі «Оплески», музичній версії фільму «Все про Єву». Але цього разу їй дісталася роль Марго Ченнінг, героїні Бетті Девіс у фільмі. В цей же час вона була частою гостею у популярному на той час «Шоу Майкла Дугласа».

### Приватне життя
В 1946 році Енн Бакстер одружилася з актором Джоном Годяком, від якого народила дочку Кетрін. Шлюб виявився невдалим і в 1953 у вони розлучилися. В 1960 році одружилася з Рендольфом Галтом, пізніше переїхала з ним в Австралію, де виховувала двох своїх дітей. Розлучилася в 1969. В січні 1977 одружилася з видатним брокером Девідом Клі, але через 8 місяців овдовіла. Переїхала в штат Коннектикут, де вони купили будинок і збиралися жити.
Енн Бакстер померла від крововиливу в мозок 12 грудня 1985 під час своєї прогулянки по Медісон-Авеню в Нью-Йорку у віці 62 роки. Її поховали в невеликому селі в штаті Вісконсін.

## Фільмографія

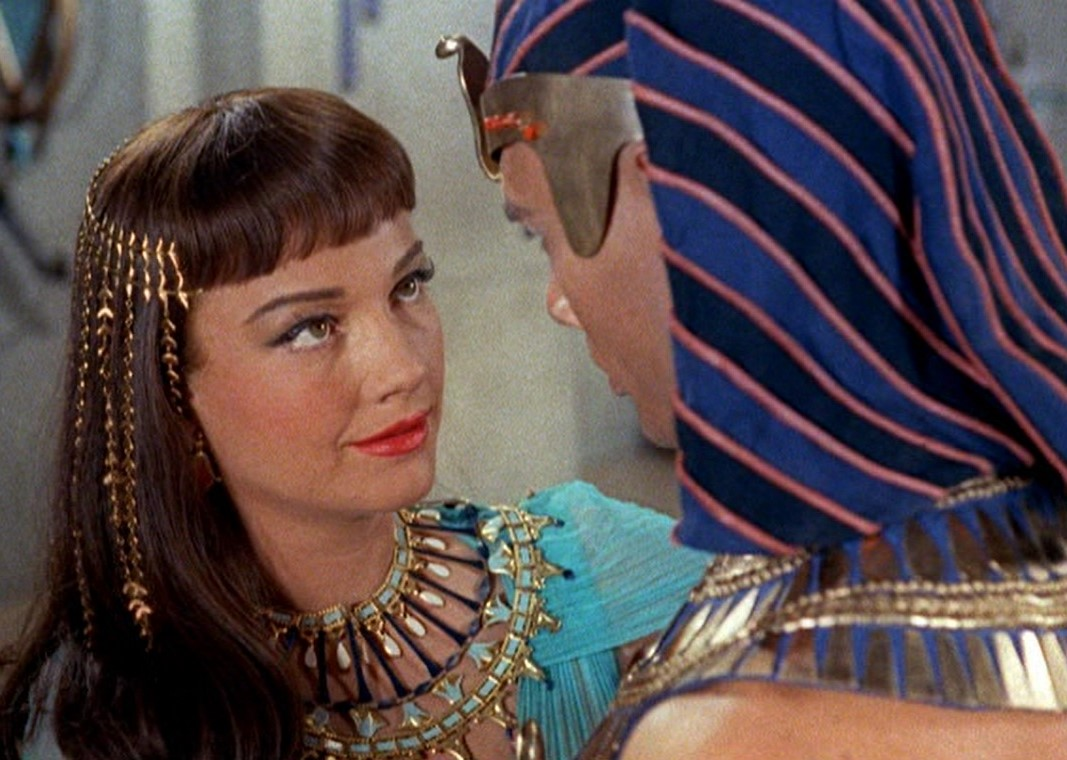
У ролі Нефертірі фільмі «Десять заповідей» (1956)

- 1940 — Упряжка з 20 мулів / 20 Mule Team
- 1940 — Великий профіль / The Great Profile
- 1941 — Тітка Чарлі / Charley's Aunt -Еммі Спеттіг
- 1941 — Болотяна вода / Swamp Water
- 1942 — Щуролов / The Pied Piper -Ніколь Рожерон
- 1942 — Чудові Емберсони (Великолепие Амберсонов) / The Magnificent Ambersons
- 1943 — П'ять гробниць по дорозі в Каїр / Five Graves to Cairo -Моуч
- 1943 — Північна зірка / The North Star -Марина Павлова
- 1943 — Небезпечне занурення (Термінове занурення) / Crash Dive
- 1944 — Гість в домі / Guest in the House
- 1944 — Недільний вечерю для солдата / Sunday Dinner for a Soldier
- 1944 — Єва Св. Марка / The Eve of St. Mark
- 1944 — Саллівани / The Fighting Sullivans
- 1945 — Королівський скандал / A Royal Scandal -Графиня Анна Яшікофф
- 1946 — На краю леза (Лезо бритви) / The Razor's Edge -Софі МакДональд
- 1946 — Ангел на плечі / Angel on My Shoulder
- 1946 — Смокі / Smoky
- 1947 — Полум'я полудня / Blaze of Noon
- 1947 — Мама була в трико / Mother Wore Tights … оповідач, озвучка, в титрах не вказана
- 1948 — Жовте небо / Yellow Sky — Констанс Мей
- 1948 — Повернення додому / Homecoming
- 1948 — Удача ірландця / The Luck of the Irish
- 1948 — Стіни Джеріко (Стіни Єрихону) / The Walls of Jericho
- 1949 — Ти — все моє / You're My Everything -Ханна Адамс
- 1950 — Все про Єву / All About Eve -Єва Харрінгтон
- 1950 — Квиток в Томагавк / A Ticket to Tomahawk
- 1951 — Йди за сонцем / Follow the Sun
- 1952 — Найкращий друг моєї дружини / My Wife's Best Friend -Вірджинія Мейсон
- 1952 — Вождь червоношкірих та інші / O. Henry's Full House
- 1952 — / The Outcasts of Poker Flat
- 1953 — Я сповідаюся / I Confess -Рут Грендфорт
- 1953 — Синя гарденія (Блакитна гарденія) / The Blue Gardenia … Нора Ларкін
- 1954 — Стрибок / Carnival Story (also cameo in German version titled Carnival of Love) …
- 1955 — / Bedevilled
- 1955 — / One Desire
- 1955 — / The Spoilers
- 1956 — Десять заповідей / The Ten Commandments -Нефретірі
- 1956 — / The Come On
- 1956-1961 — Театр 90 (телесеріал) / Playhouse 90 … Pat Bass
- 1957 — / Chase a Crooked Shadow
- 1957 — / Three Violent People … Lorna Hunter Saunders
- 1959 — / Summer of the Seventeenth Doll
- 1960 — Сімаррон / Cimarron -Діксі Лі
- 1960 — / The DuPont Show with June Allyson, в ролі Louise in «The Dance Man» (CBS)
- 1961-1966 — Доктор Кілдер (телесеріал) / Dr. Kildare … Nora Willis
- 1962 — / Mix Me a Person
- 1962-1965 — Година Альфреда Хічкока (телесеріал) / Alfred Hitchcock Hour, The … Janice Brandt
- 1962 — «Прогулянка по дикому шляху» / (Walk on the Wild Side) — Терезіна Відаверрі
- 1965 — Сімейні цінності / The Family Jewels (камео)
- 1965-1968 — / Run for Your Life (серіал) … Mona Morrison
- 1966 — / Seven Vengeful Women
- 1966-1968 — Бетмен (телесеріал) / Batman … Olga, Queen of the Cossacks
- 1967 — / The Busy Body
- 1967-1975 — Айронсайд (телесеріал) / Ironside … Carolyn White
- 1968-1971 — Назва гри (телесеріал) / Name of the Game, The … Betty-Jean Currier
- 1968 — Компаньйони по кошмару (ТБ) / Companions in Nightmare … Carlotta Mauridge
- 1969 — Велика долина / The Big Valley — Ганна
- 1971 — Парад дурнів / Fools 'Parade -Клео
- 1971 — / The Late Liz
- 1972 — 1973 — Коломбо (телесеріал) — Коломбо: Реквієм для падаючої зірки / Columbo: Requiem for a Falling Star
- 1980 — Джейн Остін в Манхеттені / Jane Austen in Manhattan

## Нагороди
- Оскар 1946 — «Найкраща акторка другого плану» («На краю леза»)
- Золотий глобус 1947 — «Найкраща акторка другого плану» («На краю леза»)